# Бойня (картина)
«Бойня» — картина русского, советского и американского художника Николая Фешина. Современные искусствоведы считают, что полотно создано в Казани и работа над ним была начата в 1904 году, но по-разному датируют время прекращения работы художника (1916, середина 1910-х годов, 1919 или даже начало 1920-х годов). Картина входит в коллекцию Государственного музея изобразительных искусств Республики Татарстан в Казани и демонстрируется в постоянной экспозиции зала Николая Фешина в Национальной художественной галерее «Хазинэ».
Картина «Бойня» представляет в творчестве художника редкий для него бытовой жанр. Она — одна из всего четырёх его крупных по размеру работ. В персонажах полотна современные искусствоведы опознают самого художника и его отца, а само полотно связывают не только с экспедицией юного Николая Фешина в Южно-Енисейскую тайгу, но и с кровавыми событиями Первой мировой или Гражданской войны в России, которые совпали со зрелостью мастера. Исследователи детально анализируют композицию, цветовое решение и технику нанесения красок художником.
Интерес, с точки зрения искусствоведов, представляет процесс работы художника над картиной «Бойня»: Николай Фешин создавал объёмные изображения животных и мясников в качестве моделей-набросков для полотна, немногочисленные сохранившиеся эскизы к нему представляют собой абстрактные композиции — «вихрь мазков и линий, лишь отдалённо напоминающих реальные образы».

## Изображение на полотне
Заколот бык, и группа работников бойни разного возраста готовится к свежеванию его мёртвой туши. Действие картины, по предположению российского искусствоведа Галины Тулузаковой, происходит под навесом (или в помещении), так как только в левой верхней части полотна можно увидеть небо.
На первом плане изображён лежащий на полу бык с перерезанным горлом. Из него льётся кровь, холодный бирюзовый цвет глаза на кровавом фоне придаёт картине, по словам советского искусствоведа Петра Дульского, «острую жуть». Над быком наклонились два мясника. Их движения уверенны и неторопливы. На заднем плане работник бойни верёвкой подтаскивает ещё одно упирающееся животное. Несколько дальше вправо расположена висящая туша, с которой работник сдирает шкуру. С левой стороны туши спиной к ней стоит работник, одетый в рабочий костюм мясника с фартуком. Это одеяние не соответствует тому, которое полагается по еврейскому ритуалу (именно его, по мнению Петра Дульского, выбрал для изображения художник). Этот работник тщательно вытирает лезвие своего ножа. На левом краю первого плана находятся мальчики-подмастерья (один — спиной к зрителю, другой — анфас). Они, не обращая внимания на происходящее, играют бычьим пузырём (вероятно, надувают его).
Верхняя часть картины изображает пары горячего воздуха, через которые можно увидеть светлые пятна неба. На этом же плане находится работник, протягивающий руку и что-то кричащий, и ещё один, тянущий быка на убой. Тулузакова считала, что Фешин наделил этого персонажа чертами своей собственной внешности. Мясник, стоящий рядом, держит нож на уровне его груди, что исследовательница воспринимала как символ.

## История создания картины

### Место полотна в эволюции творчества художника
Российский искусствовед Галина Тулузакова попыталась определить место картины «Бойня» в творческой эволюции художника. Первый её этап (от «Беспризорника» до «Полной победы» и «Выхода с фабрики») — усвоение Николаем Фешиным сюжетов и стилистики передвижников; зрелый же период его творчества (от «Черемисской свадьбы» до «Бойни»), «в силу внешних обстоятельств» не получивший продолжения, демонстрирует эмоциональную напряжённость полотен, «обнажённый, нервный, на грани истерики всплеск чувств». По её мнению, «пиком» данного этапа стало полотно «Обливание». На этом втором этапе творчества художник всё больше и больше усиливал динамичность композиций за счёт «внешнего движения персонажей» и «формальными приёмами». Самым же «экспрессионистичным полотном» Фешина по форме и содержанию она называла картину «Бойня», в которой «снимается противоречие между сюжетом и его трактовкой, где ощущение жизни „как она есть“ полно трагедии и надрыва».
Ключевым жанром этого этапа эволюции художника Тулузакова считала бытовой. Для Фешина, по её мнению, целью являлась не видимая натура, а способ выражения отношения к миру, «постижения глубинных, сущностных процессов бытия». Бытовой жанр предоставлял возможность «заострения образов», «использование приёмов гротеска» на уровне ощущения и предчувствия. Тулузакова делала вывод, что преувеличение и гротеск «оказываются ближе к трезвому взгляду на реальность жизни, чем фотографически точная фиксация момента». Фешин отказывался от одномерного подхода, соединяя прекрасное и безобразное, утверждал равноправность содержательной и формальной сторон произведений. Он отталкивался от традиций, но свободно интерпретировал композицию и колористику, относился к картине как к «декоративному целому». По мнению Тулузаковой, это приводило в этот период творчества к «сплавлению планов», «отказу от воздушной перспективы, соединению силуэтного и объёмного начал в построении формы, поиску разнообразных возможностей в работе с фактурой и цветом, экспериментам с чисто техническими приемами», каждый фрагмент композиции картины осмыслялся художником как «законченное эстетическое целое». Исследовательница относила работы Фешина этого времени к «экспрессивногротескной линии» в истории российского искусства начала XX века, к которой относила также картины Филиппа Малявина, Бориса Григорьева и Павла Филонова. По её мнению, Фешина волновали не столько социальные проблемы, сколько «стихия национального характера». Тулузакова характеризовала его жанровые композиции как «национально-бытовые» (в противопоставлении «социально-народным»).
Российский исследователь творчества художника Дмитрий Серяков в своей кандидатской диссертации обращал внимание, что за всю свою творческую деятельность Николай Фешин выполнил только четыре крупные жанровые работы, две из них были написаны в студенческие времена («Черемисская свадьба» и «Капустница»), одна картина не была доведена до конца («Обливание»), и только «Бойня» была выполнена в период зрелости. По его мнению, в ней «явно чувствуются художественные принципы, наметившиеся ранее и нашедшие в „Бойне“ свое логическое развитие», но «в несколько в другом ключе, нежели предыдущие его картины». Он также выделял в этом полотне «экспрессивность, размашистость письма, выявление свободы и даже некой спонтанности творческого акта в самой манере живописи, предельное обобщение деталей».

### Работа художника над полотном
В 1920 году Николай Фешин впервые представил на Государственной выставке картин в Казани ещё не законченное им полотно «Бойня». Оно произвело тяжёлое впечатление на зрителей своим жутким сюжетом. Хорошо знавший художника по Казанской художественной школе историк искусства и издатель Пётр Дульский писал в очерке жизни и творчества Николая Фешина, что полотно было задумано художником в далёком 1904 году, когда он совершил поездку в Южно-Енисейскую тайгу (Дмитрий Серяков предполагал, что источником знаний Дульского о создании картины мог служить рассказ самого художника). Фешин тогда вошёл в состав целой экспедиции по обследованию этого региона, которую возглавлял горный инженер Николай Ижицкий. Впоследствии художник вспоминал, что инициатива поездки принадлежала Ижицкому, который был «очарован» Сибирью. Инженер уговорил Фешина присоединиться к экспедиции. «Эти дни, проведённые среди первозданной красоты Сибири, остались одними из наиболее запоминающихся и счастливейших в моей жизни», — вспоминал художник спустя годы. Кандидат искусствоведения Екатерина Ключевская писала, что «привязка» жанровой картины к конкретному географическому пункту была характерна для творчества Николая Фешина. В качестве примеров она привела полотно «Черемисская свадьба», действие которого происходит в деревне Морки Царевококшайского уезда Казанской губернии, и другие работы мастера.
В тайге Фешин несколько раз видел, как местные жители забивали крупный рогатый скот. Его сгоняли на специальные огороженные поляны, окружённые оврагами. Убой осуществлялся на открытом месте. Животное ловили на аркан, затем, привязав веревку за рога, подтаскивали к месту, где ожидавшие рабочие оглушали его, резали и выпускали кровь. Животные ревели и оказывали сопротивление, что создавало мрачную картину, которую усиливало значительное количество крови под ногами работников бойни. Дульский считал, что на Фешина произвели впечатление «колористические данные особенности этого мотива» и «психическая острота» увиденной им сцены, «которые врезались в память художника». Искусствовед писал, что на художника самое сильное воздействие оказало большое количество крови и её яркость от воздействия на неё «кислорода воздуха». Он хотел создать такую сцену, чтобы в центре внимания зрителей оказались яркие эффекты разлившейся крови. Именно поэтому он, по словам искусствоведа, избрал сюжетом еврейский способ убоя скота, при котором животному, лежащему на полу со связанными копытами, перерезали ножом горло.
По утверждению Петра Дульского, Фешин приступил к работе над полотном на тему бойни уже в 1905 году, но ограничился только этюдами и эскизами к своей будущей картине. Живописец Александр Любимов, учившийся в 1914—1918 годах в Казанской художественной школе и тесно общавшийся в это время с Фешиным, писал в своих «Воспоминаниях», что в 1915—1916 годах тот выставлял в Казанском музее этюды голов мальчиков к картине «Бойня». По его словам, они были выполнены в технике «резьбы по дереву». В казанский период творчества Николай Фешин действительно часто использовал скульптурные модели как этюды для живописных композиций. Так, Галина Тулузакова упоминала объёмные фигурки быков для «Бойни» (1910-е, местонахождение неизвестно, сохранилось только фотографическое их воспроизведение — НА ГМИИ РТ, ф. 4, ОП. 1, ед. хр. 2 / 671).
Русский советский «крестьянский поэт» и художник, последний председатель Товарищества передвижников и первый председатель Ассоциации художников революционной России Павел Радимов вспоминал, что в первые годы знакомства с Николаем Фешиным тот показывал ему серию эскизов двенадцати своих работ. Среди них была и «Бойня». Радимов писал, что позже именно на основе этих эскизов художник создавал свои полотна. Галина Тулузакова в диссертации на соискание учёной степени кандидата искусствоведения упоминала рисунок «Мальчик (набросок к „Бойне“)», созданный в 1912 году Фешиным, предположительно, углём по бумаге, но тут же оговаривалась, что местонахождение его к 1998 году неизвестно. Этот рисунок был опубликован в биографическом очерке Петра Дульского.
К работе над самой картиной, по словам Дульского, художник приступил только с 1912 года и работал над ней до 1916 года. В письме к Валерию Лобойкову от 16 февраля 1916 года, которое содержит автобиографию художника для предстоящего ему баллотирования на звание академика Императорской академии художеств, Николай Фешин писал о том, что работает над двумя большими полотнами. Искусствоведы считают, что этими полотнами, очевидно, были «Обливание» и «Бойня».
Дульский описывал полотно как «довольно большой холст 286 x 205 сант., на котором изображено до 8 фигур, очевидно, находящихся в небольшом помещении мясной еврейской лавки (?)». Исследователи конца XX — начала XXI веков в целом принимали версию автора первого научного очерка о творчестве Николая Фешина. Галина Тулузакова, однако, в своей кандидатской диссертации писала, что работу над этим полотном Николай Фешин продолжал и в начале 1920-х годов — вплоть до своего отъезда в США. В диссертации на соискание учёной степени кандидата искусствоведения другой российский историк искусства Дмитрий Серяков, напротив, писал, что с середины 1910-х годов «сюжетные поиски художника в области тематической картины уходят в новое русло». Художник стал проявлять интерес к показу повседневной жизни человека, его труда, быта, что хорошо видно, по мнению Серякова, по его работам «В бондарной мастерской» (1914, ГМИИ РТ), «В кузнице» (1920-е, ГМИИ РТ). После Октябрьской революции, с точки зрения Серякова, у Фешина уже не было возможности работать над большими жанровыми картинами, а ряд эскизов (например, «Голод» (1921, ГМИИ РТ), «Восстание в тылу Колчака» (1923, ГМИИ РТ)) свидетельствуют об интересе художника к остросоциальным и злободневным темам.

## Картина в коллекции Государственного музея изобразительных искусств Республики Татарстан
Покидая родину, Николай Фешин сдал в 1923 году полотно на хранение в Центральный музей Татарской АССР, а наброски и эскизы к нему передал родственникам супруги — Бельковичам. Позже, в 1944 году, полотно перешло в коллекцию образованного на его основе Государственного музея Татарской АССР. В настоящее время картина «Бойня» находится в коллекции Государственного музея изобразительных искусств Республики Татарстан, который был создан в 1958 году на базе картинной галереи Государственного музея Татарской АССР и экспонируется в зале Николая Фешина в Национальной художественной галерее «Хазинэ» (филиал этого музея в Казанском кремле). Полотно поступило в музей изобразительных искусств в 1962 году. Его инвентарный номер в коллекции — Ж-634.
Картина «Бойня» выполнена в технике масляной живописи по холсту. Её размер — 220 x 289 см. Каталог музея датирует картину 1919 годом. Несколько раз она была представлена на крупных российских и всесоюзных выставках. Так, она демонстрировалась на 1-й Государственной выставке картин в Казани в 1920 году, на выставке Ассоциация художников революционной России в Москве в 1926 году, на выставке «Николай Фешин и его время» в Казани в 1981 году, там же на выставке «Искусство Татарии 1920-х — 1930-х годов» 1990 года и на выставке произведений Н. И. Фешина в Государственном музее изобразительных искусств Республики Татарстан в ноябре 2006 — январе 2007 годов.
Дмитрий Серяков упоминал в своей кандидатской диссертации, что в Государственном музее изобразительных искусств Республики Татарстан находятся эскизы к «Бойне», выполненные в 1910-е годы. Они выполнены гуашью в сочетании с акварелью в свободной манере, чем близки к абстрактным композициям. «Очертания форм» здесь почти не различимы. Эскизы представляют собой «вихрь мазков и линий, лишь отдалённо напоминающих реальные образы». По мнению исследователя, они должны были определить только общую композицию работы, поэтому Фешин не стал затруднять себя детализацией образов, хотя за абстрактными пятнами эскизов он сам бесспорно угадывал конкретные формы. Эскизы занимают только часть листа бумаги и вписаны в «прямоугольные рамки, определяющие границы изображения». Серяков также предположил, что иногда поля вокруг изображения автор использовал в качестве импровизированной палитры, пробуя на них краски прежде, чем нанести мазок. На некоторых же эскизах Фешин ввёл изображение в широкую раму, которую прочертил чёрной краской. По мнению Серякова, художник сделал это, чтобы проверить, как изображение будет выглядеть в тёмным окружении. Такая рамка придаёт эскизу напряжённость и контрастность.
Галина Тулузакова в своей книге о Николае Фешине, изданной в 2007 году, упоминает следующие дошедшие до нашего времени подготовительные к полотну «Бойня» работы художника и приводит их репродукции:
- Эскиз к картине «Бойня», 1910-е годы (бумага, акварель, гуашь, графический карандаш, размер — 23,5 х 33,2 см). Находится в коллекции Государственного музея изобразительных искусств Республики Татарстан[35]. Известно, что этот эскиз поступил в музей в 1978 году из частной коллекции Н. П. Гречкина в Казани. До Гречина она находилась в частном собрании С. П. Бельковича также в Казани. Инвентарный номер эскиза в коллекции музея — Г-18551[36][37].
- Эскиз к картине «Бойня», 1910-е (бумага, акварель, гуашь, графический карандаш, размер — 22,7 х 28,9 см). Также входит в собрание Государственного музея изобразительных искусств Республики Татарстан[35]. Эскиз поступил в музей в 1963 году в дар от О. П. Барашовой, в частной коллекции которой в Астрахани он находился[37][36]. Инвентарный номер эскиза в коллекции музея — Г-911[36].

Оба этих эскиза демонстрировались на выставке к 125 летию со дня рождения Николая Фешина, которая прошла в ноябре 2006 — январе 2007 годов в Государственном музее изобразительных искусств Республики Татарстан.
- Эскиз к картине «Бойня», 1919 (холст, масло, размер — 43 х 56 см)[35][38]. Находится в коллекции Художественно-исторического музея имени А. В. Григорьева в Козьмодемьянске. Заведующая отделом по организационно-проектной деятельности Козьмодемьянского культурно-исторического музейного комплекса Марина Яшина относила этот эскиз к первым работам художника, которые были куплены для музея самим Александром Григорьевым, либо непосредственно у самого Николая Фешина, либо через посредничество Радимова в Казани в июне 1920 года (искусствовед Людмила Кувшинская пишет о дате 6 июля, а не об июне месяце[38]). Всего на приобретение семи работ Фешина, в число которых входил и этот эскиз, было потрачено, согласно авансовому отчёту, 230 тысяч рублей. Все эти семь работ художника экспонировались на «Первой Козьмодемьянской выставке картин, этюдов, эскизов, рисунков и проч.», которая состоялась по случаю 3-й годовщины Октябрьской революции. Эта выставка проходила с 7 ноября по 7 декабря 1920 года[39].

Серяков писал, что более ранние эскизы Фешина к картине «Капустница» (1909, ГМИИ РТ), выполненные одной гуашью, отличаются в сравнении с «Бойней» гораздо большей проработкой деталей. Особое внимание художник обратил на проработку фигур главных персонажей.

## В оценке искусствоведов и зрителей

### Современники и советские искусствоведы о картине
Художница Дебора Рязанская, которая училась в 1918—1920 годах в живописной студии Надежды Сапожниковой, где преподавал Николай Фешин, видела картину «Бойня» и рассказывала о своих впечатлениях от неё. По её словам, художник дал своим студентам задание написать композицию на тему «Возвращение Одиссея к Пенелопе». Такое задание в то время было редкостью, так как заданиями по композиции преподаватели пренебрегали. В мастерской, где занимались учащиеся, стояли лицевой стороной к стене две большие работы Николая Фешина «Бойня» и «Обливание». Когда художник отлучался, студенты стали отворачивать картины от стены и рассматривать их. По словам Деборы Рязанской, обе картины вызывали восторг учеников студии. Кроме композиции, они на этих полотнах внимательно изучали также технику работы Фешина.
Пётр Дульский уделил значительное внимание картине «Бойня», он подробно описывал историю её создания и изображение на ней. Искусствовед в итоге дал противоречивую оценку полотна. Он писал:

по своей композиции и экспрессии картина выполнена весьма любопытно, драматизированные ноты чётко звучат в картине, которая вся пропитана запахом крови, придающей ей какой-то кошмарный, жестокий характер. Все эти мрачные моменты отталкивающей стороны резки животных в картине Н. Фешина удачно переданы, эффекты запёкшейся, разлившейся крови тоже сочно запечатлены художником, но надо сознаться, что картина своим крикливым мотивом скорее раздражает зрителя, который, ознакомившись с ней, уносит с собой чувство горечи и отвращения, совершенно позабыв технику и талантливое мастерство художника, вдохновившегося таким мрачным кровавым сюжетом.
Советский искусствовед С. Г. Капланова оценивала «Бойню» как наиболее завершённую и наиболее значительную из больших работ Николая Фешина. Она делала акцент на том, что на полотне изображён тяжёлый труд и художник показывает зрителю «кусок жизни именно таким, каким он открылся перед ним, ничего не смягчая и не вуалируя». Капланова отмечала, что в картине сочетаются напряжённость и спокойствие. Атмосферу эту, по её мнению, создают краски, использованные художником: чёрная шкура быка, серые рубахи работников бойни, желтовато-красная уже освежёванная туша, земляной пол, залитый кроваво-красной кровью. Такой цветовой ряд создаёт особый «сплав, полный драматизма и внутренней силы».

### Современные российские искусствоведы о картине
Тулузакова отмечала, что «контраст утончённости формальных приёмов и антиэстетичности предмета изображения», постоянно привлекавший Николая Фешина, находит в картине «Бойня» «наиболее откровенное выражение». По её мнению, художник изобразил людей, для которых убийство стало обычной работой. Она считает, что Фешин показал два полюса — жизнь и смерть. Символ второго — освежёванная туша, символ первого — дети. Эти два полюса расположены симметрично относительно центральной оси полотна, и, с точки зрения Тулузаковой, дают ключ к пониманию замысла художника. Бойня выступает на полотне как модель жизни, включающая в себя трагедию и обыденность, убийство и игру, безразличие и протест.
По мнению российской исследовательницы, композиция полотна строится на контрастах и противопоставлениях. Тёмный, тяжёлый низ картины противопоставлен светлому, облегчённому верху. Левая часть с детьми противостоит правой (окровавленная туша). Тулузакова отмечала совмещение в «Бойне» интерьерного (замкнутого) и экстерьерного (открытого, свободного) пространства. Ритм вертикальных и горизонтальных линий, по мнению искусствоведа, определяет внутреннюю структуру произведения. Вертикали образуют фигуры детей, работника, вытирающего нож, мужика на заднем плане и балки рядом с ним, ноги наклонившегося мужика на втором плане, руки присевшего рабочего и ещё одного персонажа, который сдирает шкуру с туши. К горизонталям она относила пол, лежащую тушу, наклонившегося рабочего, руки мясника и рабочего на дальнем плане, висящую палку, на которой закреплена обрабатываемая туша, и оконный переплёт. Соотношение этих горизонтальных и вертикальных линий она сравнивала с картинами Пита Мондриана. Эту же мондриановскую схему с жёстким пересечением вертикальных и горизонтальных линий Тулузакова находила в «Портрете Н. М. Сапожниковой за роялем», который она считала более жанровой картиной, чем собственно портретом.
Лицо самого дальнего персонажа в центре полотна, которое Тулузакова воспринимала как автопортрет художника, по её мнению, является вершиной воображаемой пирамиды. «Светлая цезура» же между протянутой рукой и встречным порывистым движением этого персонажа, с её точки зрения, — «выход из замкнутого душного пространства». Основное же действие разворачивается ближе к зрителю. Главными элементами его являются ближняя к зрителю фигура наклонившегося мужчины, моделью для которого послужил отец художника, а также лежащая на полу туша убитого быка и висящая туша, с которой работник сдирает шкуру. Она отмечала «изысканность разработки красного, розового, жёлтого и белого, с колебаниями в тёплую и холодную сторону» её изображения и то, что эта туша «распята» на перекладине (аналогия с известным христианским сюжетом). В изображении же лежащего на полу быка она отмечала «свободный, почти небрежный удар кисти», которым нанесён на полотно глаз лежащего быка, передающий предсмертную муку, и использование Фешиным оттенков тёплого коричневого и холодного бело-серого цветов для изображения мягкости, аморфности туши, из которой уходит жизнь.
Тулузакова отмечала во фрагменте картины с мёртвой тушей контраст красного (который переходит в розовый) и чёрного (который обесцвечивается до серого и белого) цветов. Отсутствие здесь жёлтого цвета, по её мнению, приводит к ощущению зрителем нестабильности и болезненности ситуации, запечатлённой на картине. При этом, она писала, что на полотне отсутствует характерное для художника «противопоставление между предметом изображения и его трактовкой», характерное для праздничных композиций Фешина («Обливание», «Черемисская свадьба» и другие). Она писала о том, что не только образы картины наделены повышенной экспрессией, Фешин фиксирует в ней «своё отношение к жизни как к трагедии, где жестокость и отчаяние, грубость и бездушие составляют её смысл». Она перечисляла те эмоции, которые, с её точки зрения, наделены персонажи полотна: страх, надлом, надрыв, нервная возбуждённость.
Галина Тулузакова настаивала, что несмотря на мрачность сцены, изображённой на полотне, Фешину удалось избежать натурализма. Живописное мастерство художника (нюансы цветовых отношений, «живая, трепещущая фактура», использование как пастозной, так и «сплавленной, гладкой живописи») позволяет зрителю абстрагироваться от сюжета. С точки зрения исследовательницы, в «Бойне» художник балансирует на грани: трагический сюжет сцены «не должен вызывать отвращение», а «эстетика формы» не должна отвлекать от кровавого характера сцены.
Кандидат искусствоведения Дмитрий Серяков отмечал что колорит картины «Бойня» «выстроен на драматичном сочетании белых, серых, чёрных цветов с кроваво-красными, розовыми оттенками». Кое-где в плотные тёмные мазки Фешин добавлял «яркий ультрамарин», который на значительном расстоянии не заметен зрителю, но заставляет расположенные рядом цвета «звучать более интенсивно». Он подчёркивал, что то, что шокирует зрителей, у персонажей на полотне абсолютно не вызывает никаких эмоций. Это их повседневная жизнь. По мнению Серякова, Фешин не стремился эпатировать зрителя, он противопоставлял «достоинства живописи преднамеренной неэстетичности сюжета» и проводил своеобразный эксперимент, в ходе которого собирался выяснить, можно ли ввести в рамки эстетики «отталкивающее зрелище». Серяков писал, что художник «не смакует физиологические подробности происходящего» и пытается передать в первую очередь напряженную колористическую атмосферу, поэтому Фешин «предельно беспристрастен в своей живописи». По мнению Серякова, эта беспристрастность придаёт особую глубину драматизму изображаемой им сцены бойни.
Отличие «Бойни» от других жанровых полотен Фешина Дмитрий Серяков видел в отказе от «построения картины на основе выразительных типажей». Действующие лица сцены, изображённой на полотне, «не выделяется яркой индивидуальностью». Они, напротив, носят обобщённый и типичный характер. Сюжет передаётся не столько через мимику и жесты персонажей, сколько с помощью расположения цветовых и тональных пятен и «динамику мазка», то есть через «технику живописи» — через контрастные цветовые сочетания. Мазки художника интенсивны. В отдельных фрагментах полотна Фешин «лепит объёмы», в других — «линейно подчёркивает рисунок, уточняет силуэт», «след кисти, зачастую отрывистый, подвижный в своей динамике и порой нарочитой хаотичности, скользит по нижележащим слоям, обнажая подмалёвок». Сами формы объектов изображены на полотне обобщённо, в отношении ряда деталей Фешин даёт только намёк, велика доля условности. Серяков писал, что некоторые предметы лишь угадываются и только с большого расстояния. Если зритель рассматривает полотно с близкого расстояния, то видит «бессюжетные цвето-тональные массы».
Делая вывод к обзору картины «Бойня», Дмитрий Серяков писал (он сознавался в некотором утрировании своей мысли), что у него возникло впечатление, что «подготовительный эскиз к картине увеличен до масштабов широкоформатного полотна с сохранением интенсивности проработки и деталировки». По его мнению, такой подход близок к приёму «нон-финито», которому он посвятил кандидатскую диссертацию, но имеет особенности: характерный для сознательной незаконченности («нон-финито») контраст главного (его художник в «нон-финито» детально прорабатывает) и второстепенного (именно оно остаётся слабо проработанным) в картине «Бойня» «сильно сглажен». Именно это, по мнению искусствоведа, роднит его с этюдом, где художником отражает общее колористическое и эмоциональное состоянию сюжета (нюансы и рисунок отходят на второй план).
Сергей Воронков утверждал, что у «Бойни» есть общие черты с другими тремя крупными жанровыми картинами Фешина:
- «крупная, доминирующая фигура», которая всякий раз размещается художником в левой части полотна,
- линия горизонта размещена художником примерно на одной трети высоты картины, то есть на уровне глаз главных персонажей,
- присутствуют «линейные и цветовые ритмические повторы».

Художник и искусствовед Сергей Воронков отмечал, что художник показывает только часть помещения бойни и создаёт у зрителя ощущение тесноты этого помещения. Максимально приближая действие к зрителю, художник подчёркивает физиологичность происходящего на полотне. Усиливают воздействие картины контрасты: лужа крови зарезанного быка и спокойные лица рабочих, для них это привычная работа; сцена свежевания справа и два мальчика надувают бычий пузырь слева. По мнению Воронкова, этим снимается внутренняя напряжённость в картине. Он считал, что колорит «Бойни» построен на соотношении трёх цветов: чёрного, красного и белого. По его мнению, художник, нанося краску на холст, пользовался как кистью, так и мастихином, возможно, смешивал краски «прямо на холсте, добиваясь силы, чистоты и буйства цвета». Воронков проводил соответствие между картиной Фешина и значительно более поздними «Бычьими тушами» Хаима Сутина, где использовался именно этот технический приём. Он считал, что картина могла быть рефлексией кровавых событий Гражданской войны в России и должна восприниматься как отклик на них. Он также предположил, что «незаконченность» «Бойни» соответствовала задачам художника. Фешин «сознательно оставил картину на этом этапе, чтобы не потерять что-то важное, найденное». Кандидат искусствоведения Аида Алмазова, напротив, писала в книге «Художественная культура Татарстана в контексте социальных процессов и духовных традиций: очерки», что «Бойня» была написана Фешиным уже в 1914 году и «передаёт ощущение той хладнокровной и жестокой бойни, которая явила собой для народов Первая мировая война».